# Graf WV F
Graf WV F is een graf uit het westelijke deel van de Vallei der Koningen. Het graf, daterend uit de 18e dynastie, werd ontdekt door Howard Carter in 1921. Het is onduidelijk voor wie het graf werd gebouwd.